# Schweriner SV 03
Schweriner SV 03 was een Duitse voetbalclub uit Schwerin, Mecklenburg.

## Geschiedenis
De club ontstond in 1938 na een fusie tussen Schweriner FC 03, VfL Schwerin en Wacker Schwerin. Schweriner FC 03 was de succesvolste van de drie en speelde dertig jaar op het hoogste niveau. VfL kwam vanaf de jaren twintig op het voorplan. Wacker speelde nooit in de hoogste klasse.
De club startte meteen in de Gauliga Nordmark, een van de toenmalige hoogste klassen, nadat ze de eindronde om promotie gewonnen hadden in een groep met Kilia Kiel en Rothenburgsorter FK 1908. De club werd laatste met één punt achterstand op Borussia . De volgende jaren speelde de club in de tweede klasse. Door de perikelen in de Tweede Wereldoorlog werd de Gauliga verder opgesplitst en de club promoveerde in 1943 naar de Gauliga Mecklenburg, waar de club vierde werd. Het volgende seizoen werd niet gespeeld.
Na de Tweede Wereldoorlog werden alle Duitse voetbalclubs opgeheven. Schweriner SV werd niet heropgericht.